# Pristipomoides auricilla
Pristipomoides auricilla is een straalvinnige vis uit de familie van snappers (Lutjanidae) en behoort derhalve tot de orde van baarsachtigen (Perciformes). De vis kan een lengte bereiken van 45 centimeter. 

## Leefomgeving
Pristipomoides auricilla is een zoutwatervis. De vis prefereert een diepwaterklimaat en heeft zich verspreid over de Grote en Indische Oceaan. De diepteverspreiding is 90 tot 360 meter onder het wateroppervlak.

## Relatie tot de mens
Pristipomoides auricilla is voor de visserij van aanzienlijk commercieel belang. In de hengelsport wordt er weinig op de vis gejaagd. 